# BBK Electronics
BBK Electronics Corporation (em chinês:  广东步步高电子工业有限公司) foi uma empresa multinacional chinesa especializada em aparelhos eletrônicos, como televisores, tocadores de MP3, câmeras digitais e telefones celulares. Ela comercializava smartphones sob as marcas registradas OPPO, OnePlus, Realme e Vivo, além de tocadores de disco blu-ray, fones de ouvido e amplificadores para fones de ouvido sob a distribuição OPPO Digital. A sede e a base de produção da BBK Electronics estão localizadas em Changan, Dongguan, na China. O mais recente membro do grupo BBK Electronics é a marca "imoo".
Em 2004, a BBK Electronics fabricou, também, aparelhos vendidos nos Estados Unidos sob as marcas registradas Memorex e Philco.
No primeiro trimestre de 2017, a BBK Electronics vendeu mais de 56,7 milhões de smartphones, superando tanto a Huawei quanto a Apple, tornando-se a segunda maior fabricante de smartphones do mundo, atrás apenas da Samsung.
Em setembro de 2017, a BBK supera a Samsung e se torna a maior vendedora de smartphones na Índia.